# 唐元愷
唐元愷，清朝政治人物。贵州思南人。同進士出身。
同治十三年（1874年）甲戌科進士，三甲一百五十六名，后官山西知縣。